# Vevey
Vevey är en stad och kommun i distriktet Riviera-Pays-d'Enhaut i kantonen Vaud, Schweiz. Kommunen har 20 139 invånare (2023). Vevey ligger i den västra delen av landet, vid Genèvesjöns nordöstra strand. I staden ligger livsmedelsföretaget Nestlés huvudkontor.
Charlie Chaplin var bosatt i Vevey från 1952 och fram till sin död 1977.